# Cyclantheropsis occidentalis
Cyclantheropsis occidentalis là một loài thực vật có hoa trong họ Cucurbitaceae. Loài này được Ernest Friedrich Gilg và Gottfried Wilhelm Johannes Mildbraed đặt tên khoa học lần đầu tiên năm 1922 nhưng không kèm theo mô tả khoa học. Năm 1923 mô tả khoa học lần đầu tiên được Hermann August Theodor Harms đưa vào trong tiểu đoạn Cucurbitaceae africanae (Cucurbitaceae châu Phi) của phần Beiträge zur Flora von Afrika (Đóng góp cho Thực vật chí châu Phi) do Adolf Engler soạn và in trong số 58 tạp chí Botanische Jahrbücher fur Systematik, Pflanzengeschichte und Pflanzengeographie do Adolf Engler chủ biên.

## Phân bố
Loài dây leo nhỏ với hoa màu ánh trắng, đặc hữu các khu rừng miền nam Cameroon.